# Eleonora I z Nawarry
Eleonora I z Nawarry, Eleonora Aragońska, Eleonora de Foix (hiszp. Leonor de Foix; ur. 2 lutego 1425, zm. 12 lutego 1479, w Tudeli) – regentka Nawarry w latach 1455–1479 i królowa Nawarry w 1479 r. Trzecia i najmłodsza córka króla Aragonii – Jana II Aragońskiego i królowej Nawarry – Blanki I.
9 sierpnia 1427 r., w Pampelunie, a następnie testamentem matki w 1441 roku została uznana za oficjalną następczynię Karola z Viany (swojego najstarszego brata, następcę tronu Aragonii) i starszej siostry Blanki II.

## Potomstwo Eleonory I
Eleonora Aragońska poślubiła Gastona IV, hrabiego Foix. Para miała 11 dzieci:
- Gastona (1444–1470), księcia Viany, męża Magdaleny de Valois, księżniczki francuskiej. Ich dzieci kolejno rządziły Nawarrą po śmierci Eleonory: 
  - Franciszek Febus (1468–1483),
  - Katarzyna (1468–1517),
- Piotra (1449–1490), kardynała i biskupa Arles,
- Jana (1450–1500), wicehrabiego Narbonne, ojca królowej Germaine de Foix,
- Marię (1452–1497)[2], żonę Wilhelma VIII, markiza Montferratu,
- Joannę (1454–1476), żonę Jana V, hrabiego Armagnac,
- Małgorzatę (1458–1486), żonę Franciszka II, księcia Bretanii,
- Katarzynę (1460–1494), żonę Gastona II de Foix, hrabiego Candale i Benauges,
- Izabelę (1462–1479), żonę Gwidona z Pons,
- Annę (1464, zmarła wkrótce po porodzie),
- Eleonorę (1466-1480),
- Jakuba (1470–1500), hrabiego Cortes, męża Katarzyny de Beaumont.